# جولیانوا
جولیانوا (به ایتالیایی: Giulianova) یک کومونه در ایتالیا است که در استان تیرامو واقع شده‌است.

## خصوصیات
جولیانوا ۲۷٫۴۶ کیلومترمربع مساحت و ۲۳٬۲۱۶ نفر جمعیت دارد و ۶۸ متر بالاتر از سطح دریا واقع شده‌است.

## خواهرخوانده
شهر منتووا خواهرخواندهٔ جولیانوا هست.

## نگارخانه

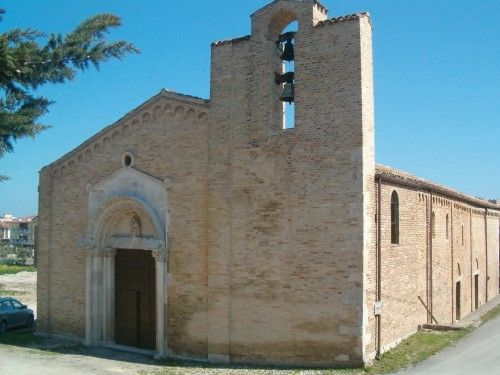
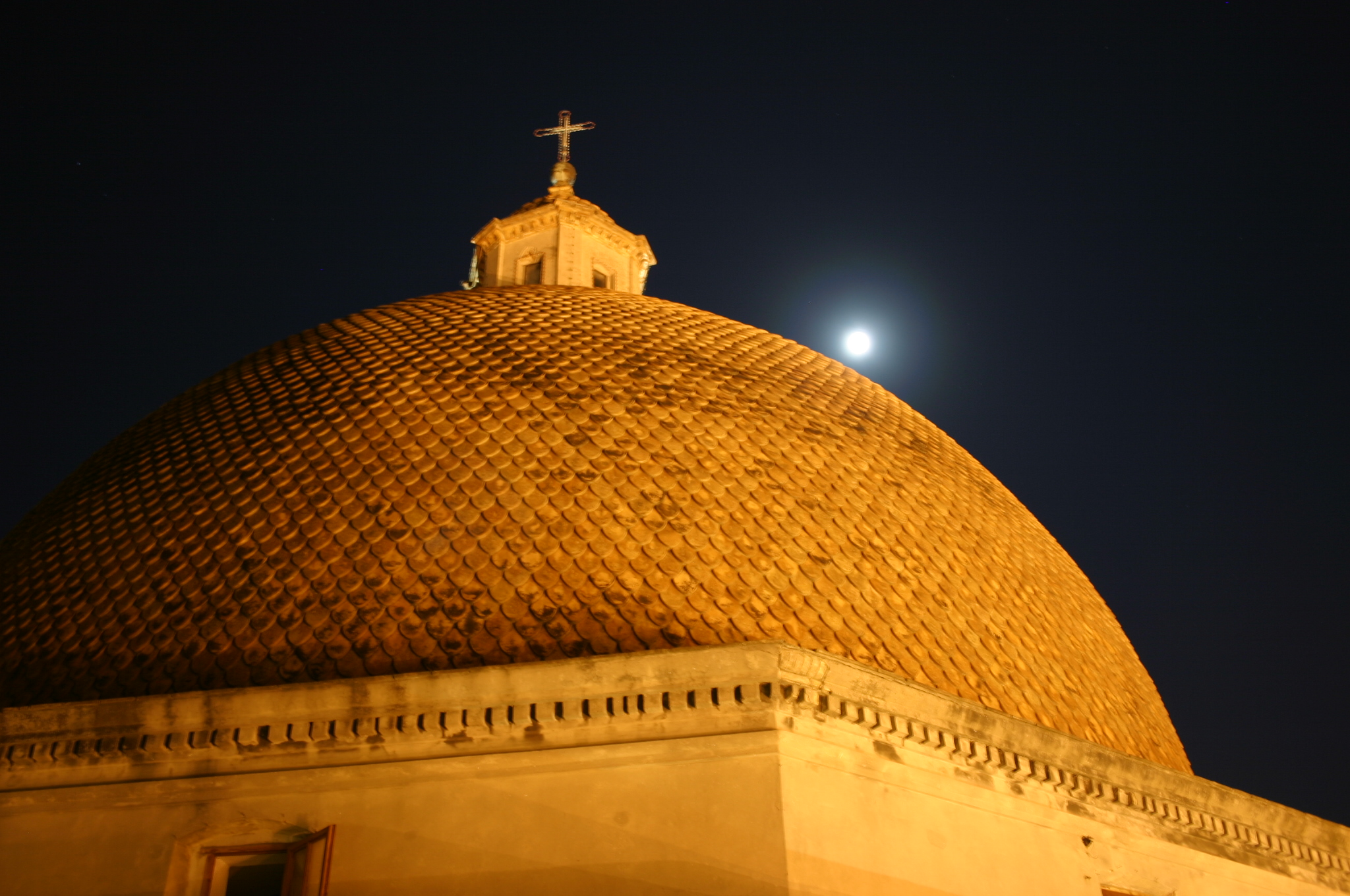